# Casa Finlandia
La Casa Finlandia, conosciuta in finlandese con il nome di Finlandia-talo, è un edificio adibito centro congressi con sala per concerti, situato nel centrale quartiere di Töölö a Helsinki, in Finlandia. L'edificio fu progettato dall'architetto finlandese Alvar Aalto e costruito tra il 1967 ed il 1971.

## Storia
Per la prima volta nel 1961 Alvar Aalto fu incaricato dalla municipalità di Helsinki di risistemare il centro cittadino, in particolare la zona di Töölö, dove un braccio di mare si insinua nel centro della città. L'architetto disegnò una serie di edifici adibiti a scopi culturali, e ne presentò il primitivo progetto nel 1967. Di questi edifici fu realizzata soltanto la "Casa Finlandia", adibita sia a sala concerti che a centro congressuale.
La Casa Finlandia è stata completata nel 1971, e il primo concerto ha avuto luogo il 2 dicembre 1971. L'ala congressuale era stata progettata anche prima del completamento della parte principale, e fu completata nel 1975. È stata aperta appena in tempo per l'"Organizzazione per la sicurezza e la cooperazione in Europa" (poi ribattezzata OSCE), durante la quale i trentadue Capi di Stato d'Europa erano Helsinki. Il trattato di Helsinki è stato firmato alla Casa Finlandia.
Il ruolo di Casa Finlandia come una sala da concerto è stato preso dal nuovo Music Centre di Helsinki, inaugurato nel 2011. La Casa Finlandia continua ad essere utilizzata per conferenze e mostre.

## Caratteristiche architettoniche
L'edificio si articola di due corpi: un grande parallelepipedo massiccio, largo e basso, sormontato da una torre, adibita ad auditorium. Le bianche facciate sono rivestite in marmo di Carrara e i tetti di rame, quindi si presentano verdi; i serramenti sono in legno di teak. Anche gli interni sono spesso rivestiti in marmo, in piacevole contrasto con legni duri e ceramiche. Notevole il grande scalone che dal foyer al piano terra conduce sia alla sala concerti che alla sala congressi.

## Dotazioni
La sala da concerto principale, chiamata Finlandia Hall, dispone di 1.700 posti a sedere e presenta caratteristiche distintive di Aalto come balconi in marmo e pareti blu cobalto con decorazioni in legno curvato. L'auditorium più piccolo, chiamato Helsinki Hall ha 340 posti a sedere. Le sale congressi possono variare dai 450 ai 900 posti a sedere, a seconda della configurazione e sono attrezzate per la traduzione simultanea, televisione e stampa.